# Мејтланд
Мејтланд (енгл. Maitland) је град Аустралији у савезној држави Нови Јужни Велс. Према попису из 2006. у граду је живело 61.431 становника.

## Становништво
Према попису, у граду је 2006. живело 61.431 становника.
| 1991.  | 1996.  | 2001.  | 2006.  |
| ------ | ------ | ------ | ------ |
| 45,209 | 50,108 | 53,470 | 61,431 |